# Pyrogener Kohlenstoff
Unter pyrogenem Kohlenstoff (Cpyr) versteht man durch starke Erhitzung entstandene Kohlenstoffstrukturen.
Pyrogener Kohlenstoff ist eine wichtige Komponente von stabilem Humus. Man findet pyrogenen Kohlenstoff in Form von feinverteilter Holzkohle in Konzentrationen von teils über 40 % in den sogenannten Schwarzerden und der Terra preta (schwarze Erde). Sie bestehen aus einer Mischung aus Holzkohle, Humus, Dung und mineralischen Bestandteilen. Sie entstanden teils durch natürliche Prozesse, teils aber auch durch menschlichen Einfluss z. B. die Terra preta do indio oder an früheren Köhlerstellen.
Pyrogener Kohlenstoff rückt zunehmend in das Interesse von Wissenschaftlern, da er chemisch und biologisch relativ stabil ist, und daher – im Gegensatz zur organischen Bodensubstanz und der lebenden und toten Biomasse – als dauerhafter Kohlenstoffspeicher angesehen wird.

## Chancen
Da sich pyrogener Kohlenstoff (chemisch: C) relativ einfach und überall herstellen lässt – etwa in der seit Jahrtausenden bekannten Köhler-Technik –, könnte er einen nennenswerten Beitrag zur Verringerung des CO2-Gehaltes der Luft und damit des Treibhauseffektes leisten.
Durch das chemische Verfahren der hydrothermalen Karbonisierung (etwa: „wässrige Verkohlung bei erhöhter Temperatur“) lässt sich mit besonders hoher Kohlenstoff-Ausbeute ebenfalls Kohle herstellen. Dieser Prozess, der die in der Natur in 50.000 bis 50 Millionen Jahren abgelaufene natürliche Inkohlung innerhalb weniger Stunden technisch nachahmt, wurde 1913 erstmals von Friedrich Bergius beschrieben und ist seit Anfang der 2000er Jahre erneut Gegenstand intensiver Forschung geworden.
So ist eine CO2-Sequestrierung (zur Verringerung des Anteils von CO2 in der Atmosphäre) nicht nur durch die üblichen Verfahren – mit den bekannten und teils heftig kritisierten Risiken der Speicherung – möglich, sondern auch über das Einbringen von pyrogenem Kohlenstoff in den Boden.
Der Eintrag in einer stabilen Form in Ackerböden könnte – neben dem Haupteffekt in der Atmosphäre – sogar die Bodenfruchtbarkeit verbessern. Holzkohle düngt nicht wie Asche, sondern sie puffert durch ihre große spezifische Oberfläche Wasser und Nährstoffe im Boden. Der hohe Holzkohleanteil in der Terra preta verhindert, dass der Regen die Nährstoffe aus dem Boden wäscht. Die Studienlage zum Nutzen dieser Methode der CO2-Sequestrierung ist jedoch aktuell noch unklar.
Nicht geklärt ist, welche weiteren Vorgänge außer der Verbrennung es gibt, mit denen der Holzkohle-Kohlenstoff des lebendigen Humusbodens wieder zu CO2 wird.